# Lifta (Unternehmen)
Die Liftstar Holding GmbH (Eigenschreibweise: LIFTSTAR) ist die Konzern-Obergesellschaft der Liftstar-Gruppe mit Sitz in Köln. Das bekannteste Unternehmen der Gruppe ist die Lifta GmbH, welche Treppenlifte, Rollstuhllifte (Hublifte sowie Plattformlifte) und Hauslifte anbietet. 

## Geschichte
Die Lifta Lift und Antrieb GmbH wurde 1977 als Tochter des 1883 gegründeten Kölner Familienunternehmens L. Hopmann Maschinenfabrik GmbH ins Leben gerufen, welches ursprünglich Sackwinden und Aufzüge produzierte.
Die Idee für einen Treppenlift kam Firmengründer Wolfgang Seick, als dessen Schwiegermutter Ende der 1960er Jahre die Treppe zu Hause nicht mehr alleine bewältigen konnte und somit kurzerhand ein Treppenlift installiert wurde. Jahre später gründete Wolfgang Seick 1977 die Lifta Lift und Antrieb GmbH als Schwesterunternehmen der L. Hopmann Maschinenfabrik GmbH, die den Treppenlift auf dem deutschen Markt etablierte.
Lifta gehört seit 2014 zur Liftstar Gruppe, die mehrere Unternehmen aus den Bereichen Mobilität und barrierefreies Wohnen vereint. Auch das ehemalige Schwesterunternehmen von Lifta, die Marke für Hub- und Plattformlifte sani-trans, zählt zur Liftstar Gruppe.

## Konzernunternehmen
- Liftstar Holding GmbH, Köln
- Liftstar GmbH, Köln
- Liftstar Marketing GmbH, Köln
- Lifton GmbH, Köln
- myHomelift GmbH, Köln
- Der Treppenlift GmbH, Köln
- sani-trans GmbH, Köln
- Lifta GmbH, Köln
- Lifta GmbH, Wien
- Lifta Stairlifts SA (Pty.) Ltd., Kapstadt

## Auszeichnungen
2003 wurde die Marke Lifta erstmals in das Projekt „Deutsche Standards – Marken des Jahrhunderts“ aufgenommen und seitdem regelmäßig aufgeführt. 2011 wurde zudem das Lifta Modell Esprit 4100 mit dem Design-Preis „Red Dot Design Award“ ausgezeichnet.
Seit 2002 lässt sich Lifta freiwillig und durchgängig vom TÜV Süd überprüfen. Aktuell trägt Lifta das Siegel „TÜV-geprüfte Kundenzufriedenheit“.